# Ligiidae
Ligiidae Leach, 1814 è una famiglia di crostacei isopodi.

## Distribuzione e habitat
Queste specie sono tipiche delle scogliere. Sono diffusi in tutti gli oceani, soprattutto nell'Atlantico.

## Tassonomia
In questa famiglia sono riconosciuti 8 generi:
- Caucasoligidium Borutzkii, 1950
- Euryligia Verhoeff, 1926
- Ligia Fabricius, 1798
- Ligidioides Wahrberg, 1922
- Ligidium Brandt, 1833
- Stymphalus Budde-Lund, 1885
- Tauroligidium Borutzkii, 1950
- Typhloligidium Verhoeff, 1922